# Adam Otto Lagerberg
Adam Otto Lagerberg, född 30 september 1726 i Stockholm, död 30 januari 1798 på Stola i Bergs socken, Skaraborgs län, var en svensk greve och ämbetsman.

## Biografi
Lagerberg blev student vid Uppsala universitet 1740 och kammarherre 1742. Han tjänstgjorde i borgrätten 1745–1746, varefter han blev extra ordinarie kanslijunkare 1747. Han blev presidentsekreterare och underceremonimästare vid Serafimerorden samma år. År 1751 blev han kammarherre med nyckel, tjänstgörande hos drottning Lovisa Ulrika. År 1756 fick han avsked från kammarherrebefattningen med hovmarskalks karaktär. År 1759 blev han vice landshövding i Skaraborgs län, och fick 1761 samma landshövdingebefattning som ordinarie. Lagerberg blev även 1761 riddare av Nordstjärneorden. Han uppfördes på förslag till riksrådsbefattning 1767, men erhöll den inte.
Lagerberg sysslade med vidlyftiga affärer. Han ärvde flera gods och köpte än flera. Bland annat anlade han Lagerfors bruk i Bällefors socken. Genom olyckliga spekulationer kom han på obestånd och blev 1778 för diverse tjänstefel dömd landshövdingetjänsten förlustig.
Adam Otto Lagerberg var son till riksrådet Swen Lagerberg och hans hustru Ottiliana Vellingk. Han begravdes i Lagerbergska gravkoret i Grevbäcks kyrka.